# Вуколов, Семён Петрович
Семён Петрович Вуколов (23 августа (4 сентября) 1863 — 9 октября 1940) — российский и советский химик, эксперт в области взрывчатых веществ, педагог, один из авторов Энциклопедического словаря Брокгауза и Ефрона.

## Биография
Среднее образование получил в Новочеркасской гимназии, затем учился в Санкт-Петербургском университете, по окончании которого в 1887 году работал в течение двух лет в химической лаборатории Парижского университета у профессора Трооста.
Возвратившись в 1889 году в столицу Российской империи город Санкт-Петербург, был оставлен при университете, где занимался в лаборатории профессора Д. И. Менделеева, но вскоре при учреждении в морском ведомстве в 1891 году научно-технической лаборатории для изучения бездымного пороха и взрывчатых веществ был приглашён туда на должность помощника начальника и принял ближайшее участие в её устройстве.
Участвовал в разработке нового вида бездымного (пироколлодийного) пороха. Результаты его работ по взрывчатым веществам, именно по газоаналитическому, термохимическому и баллистическому изучению нитроклетчаток и бездымных порохов и по разработке теории манометра-крешера были напечатаны в «Отчёте научно-технической лаборатории» за 1891—1897 гг.
В 1899 году Семён Петрович Вуколов был командирован от министерства финансов Российской империи на Урал в составе экспедиции под руководством профессора Менделеева для изучения уральской железной промышленности (см. «Уральская железная промышленность в 1899 году». ч. I, гл. 3, 5, 7, 8 и 9 и ч. III, гл. 2, СПб., 1900).
В 1900 году он участвовал в качестве химика и физика в экспедиции вице-адмирала Степана Осиповича Макарова на ледоколе «Ермак» в Северный Ледовитый океан к берегам Земли Франца-Иосифа.
Во время русско-японской войны 1904—1905 под его руководством была освоена технология производства и приёмки тротила, а затем тетрила.

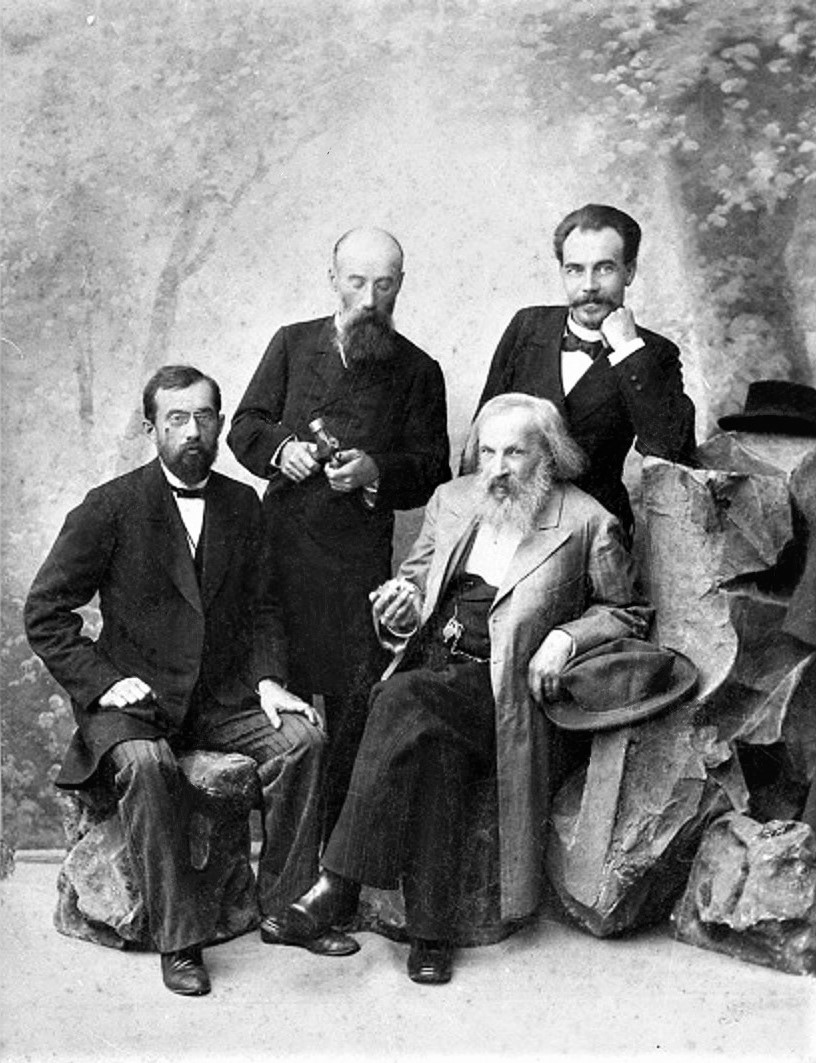
Вуколов (сидит первый слева) среди участников экспедиции Д. И. Менделеева на Урал
1899 год. Фото Елены Мрозовской

Вуколовым были досконально произведены всесторонние испытания тротила, и освоены способы снаряжения им снарядов, мин, торпед, подрывных патронов и т. п. Он спроектировал гремучертутно-тетриловый капсюль-детонатор накольного действия. В годы первой мировой войны он руководил изучением новейших взрывчатых смесей. Вместе с коллегами с 1911 по 1914 год провёл огромную работу по исследованию подводных взрывов.
Семён Петрович Вуколов разработал сигнализацию цветными дымами для ВМФ и ВВС, а также изобрёл революционный пристрелочный снаряд с дымовым следом. Также, под его руководством впервые в Российской империи было налажено промышленное производство азида свинца необходимого для производства капсюлей и детонаторов. Во время первой мировой войны предложенные им пикросплавы нашли повсеместное применение. Среди заслуг Вуколова можно также назвать организацию добычи сырья необходимого для изготовления боеприпасов.
После Октябрьского переворота 1917 года Вуколов не бросил отечество и продолжил трудиться на его благо. В 1919—1923 годах принимал активное участие в работе Особой технической комиссии по наблюдению за порохами и взрывчатыми веществами занимая в ней место помощника председателя.
С 1919 по 1927 год Семён Петрович Вуколов работал в Государственном институте прикладной химии.
С 1926 года С. П. Вуколов занимал должность профессора Военно-морской академии (ныне Военно-морская академия им. Н. Г. Кузнецова), а также преподавал в своей альма-матер.
С 1932 года С. П. Вуколов вновь работал в Научно-технической военно-морской лаборатории и, одновременно, в Ленинградском технологическом институте (ныне Санкт-Петербургский государственный технологический институт).
Скончался 9 октября 1940 года, когда в Европе уже разгорелась Вторая мировая война и до вторжения гитлеровцев оставались считанные месяцы. Его вклад его в будущую победу СССР сложно переоценить: благодаря своему педагогическому таланту, он, помимо своих изобретений и научных трудов, подготовил для страны целую плеяду высококлассных специалистов по взрывчатым веществам.